# Ваља Маре де Кодру (Бихор)
Ваља Маре де Кодру (рум. Valea Mare de Codru) насеље је у Румунији у округу Бихор у општини Холод. Oпштина се налази на надморској висини од 218 m.

## Становништво
Према подацима из 2002. године у насељу је живело 123 становника, од којих су сви румунске националности.